# Cloniocerus ochripennis
Cloniocerus ochripennis là một loài bọ cánh cứng trong họ Cerambycidae.